# 戸田敦大
戸田 敦大（とだ あつひろ、1985年6月24日 - ）は、日本の政治家。兵庫県淡路市長（1期）。元淡路市議会議員（1期）。

## 来歴
甲南大学経済学部卒業。2008年ゼブラ株式会社に入社。　
営業として名古屋支店勤務を経て、2010年淡路砿油株式会社に入社。2014年(公財)合気会公認道場 合気道おのころ塾開設、2019年淡路市商工会青年部 部長（2020年退任）、2021年淡路市議会議員。
2025年4月27日に行われた淡路市長選挙に立候補し、現職で6選を目指していた門康彦らを破って初当選した。
5月8日、淡路市長に就任。